# Die alte neue Welt
Die alte neue Welt ist ein deutscher Dokumentarfilm von Annelie und Andrew Thorndike, der von 1974 bis 1977 bei der DEFA entstand. Der Film ist nach seinem Untertitel „eine filmische Weltbetrachtung“.

## Inhalt
An seinen Anfang haben die Autoren die zentrale Fragestellung gesetzt, der sie mit ihrem Film nachgehen wollen: „Der Planet Erde ist Schauplatz dieses Films. Vier Milliarden Menschen bewohnen ihn. Woher sind sie gekommen – wohin gehen sie?“ Um diese Frage zu beantworten, zeichnet der Film zunächst die Erdgeschichte nach, widmet sich dann der Entwicklung der Menschheit und geht dabei auf die Entwicklung der Produktivkräfte ein und schließt daraus folgernd den Bogen zur Erklärung der bisherigen und zukünftigen Entwicklung der Menschheit auf Grundlage des Historischen Materialismus. Dabei stellen die Autoren dar, wie Vorgänge in Naturwissenschaft, Technik und Gesellschaft sich gleichsam gesetzmäßig unabhängig vom menschlichen Willen vollziehen. Im Zusammenhang mit der Frage, wohin sich die Menschheit entwickelt, gehen sie auf bestehende soziale und gesellschaftliche Probleme wie Hunger, Krankheiten und Analphabetismus ein.
Dabei bedient sich der Film sehr anschaulicher Bilder und eindrucksvoller Vergleiche. So wird beispielsweise die erdgeschichtliche Entwicklung in ihren zeitlichen Relationen mit einem Erdentag verglichen und mit einer Uhr veranschaulicht. Damit wird die relative kurze Existenz des Menschen auf der Erde verdeutlicht: „23 Uhr, 59 Minuten, 30 Sekunden: Der Mensch ist aus dem Tierreich getreten. Und in der erdgeschichtlich so kurzen Zweit von 30 Erdentagssekunden wird aus dem Urmenschen der Mensch der Gegenwart.“
Dabei machen die Autoren aus ihrer weltanschaulichen Grundhaltung keinen Hehl. Allerdings wirkt der Film nicht vordergründig propagandistisch, sondern argumentiert in sich schlüssig und wirkt vor allem durch ein hervorragendes Zusammenspiel von Bild, Musik und Kommentar. Unabhängig von der weltanschaulichen Einstellung zu diesem Film können allerdings einige der im Film dargestellten Fakten – aufgrund neuerer Forschung – als widerlegt bzw. überholt angesehen werden. Der Film schließt letztlich mit den Worten: „Vor sechzig Jahren beginnt die Epoche des Übergangs vom Kapitalismus zum Kommunismus. Vor sechzig Jahren hat der Mensch begonnen, die Schwelle zu überschreiten, die vom Reich der Notwendigkeit in das Reich der Freiheit führt.“

## Produktion
Der Film ist als Kompilationsfilm ausgeführt. Er verwendet neben Archiv-Material auch zahlreiche eigens für den Film angefertigte Grafiken. Diese wurden von Ebo Baumann und Siegfried Ebert gestaltet. Hinzu kommen zahlreiche Trickelemente, die Grafiken und Bewegtbilder miteinander verbinden. Die Aufnahmen der Grafiken und die Trickaufnahmen wurden von Hans Moser und Thomas Rosié hergestellt. Einen Kameramann im eigentlichen Sinne gibt es bei diesem Film nicht, da er kein eigens für den Film gedrehtes Material enthält.
Der Film ist größtenteils mit einer Filmmusik unterlegt, die von Hans-Dieter Hosalla eigens dafür geschrieben wurde. Ihr kommt im Film eine wichtige dramaturgische Rolle zu. Sie bedient sich einer Vielzahl von klassisch-sinfonischen, kammermusikartigen und modernen Elementen. Eingespielt wurde die Musik von der Staatskapelle Berlin.
An der Produktion des Filmes wirkten unter anderem weiterhin mit: Jürgen Hentsch als Sprecher, Werner Klein, Heiner Lück und Peter Nölle als Tonmeister und Gustav Wilhelm Lehmbruck als Redakteur. Produktionsleiter war Hans Joachim Funk.
Der Film erlebte seine Uraufführung am 29. September 1977 im Kino International an der Berliner Karl-Marx-Allee, Kinostart war am 7. Oktober 1977. Vor der Uraufführung zeigten die Autoren den Film in zahlreichen Vorabaufführungen, nach denen mit dem Publikum diskutiert wurde. Auf Grundlage der hierbei geäußerten Hinweise wurde der Film in einigen Teilen überarbeitet.

## Weitere Informationen
Die alte neue Welt ist einer der wenigen Langfilme, die in einer ungekürzten Fassung für den Einsatz im Rahmen des Schulunterrichts durch die Bildstellen in der DDR angeboten wurden. Zusätzlich wurden die einzelnen Kapitel als Ausschnitt-Filme angeboten. Weitere ungekürzte Langfilme im Angebot der Bildstellen waren lediglich Das russische Wunder – ebenfalls von Annelie und Andrew Thorndike – mit beiden Teilen sowie der Film Wer bedroht den Bundesbürger aus der Fernseh-Reihe Die manipulierte Gesellschaft, der sich mit einer Bundeswehr-Waffenschau beschäftigt.